# Gladiators (Band)
Gladiators war eine deutsche Heavy-Metal-Band aus dem vogtländischen Markneukirchen (Sachsen), die von 1990 bis 2001 bestand.

## Bandgeschichte
Die Heavy-Metal-Band Gladiators wurde zu Beginn der 1990er Jahre im sächsischen Markneukirchen gegründet. Anfangs als „Just-For-Fun“-Projekt zusammengefunden, entwickelte es sich von einer Coverband zu einer Band, die das Cover-Programm zunehmend durch Eigenkompositionen ablöste. Mit dem ersten, selbst produzierten Demo-Band First kontaktierten die Musiker diverse Plattenlabel und Vertriebe und wurden von Sönke Lau (Unrest) und seinem damaligen Label Black Arrow Production (Unrest, Backslash u. a.) unter Vertrag genommen, um 1998 das Debütalbum Steel Vengeance zu produzieren.
Ende 1998 war die Band bei einer Europatournee im Support-Programm der Bands Jag Panzer und Angel Dust zu sehen. Dabei machte die Band untere anderem auch in Augsburg halt, wo die drei Bands zusätzlich durch GB Arts unterstützt wurden. Im Jahr 1999 produzierte die Band erneut unter gleichem Label den Zweitling Bound to Steel. Einige Auftritte als Support von Grave Digger und Unrest folgten. Im Jahr 2001 erfolgte im gegenseitigen gütlichen Einvernehmen die Stilllegung des Band-Projektes.

## Stil
In einem Metal-Hammer-Bericht zog Power-Metal-Experte Andreas Schöwe einen Vergleich zu Accept und gab Alben wie Breaker und Restless and Wild als Referenzen an. Schöwe bezeichnete in einer weiteren Metal-Hammer-Ausgabe die Band erneut als Reinkarnation von Accept, was vor allem an den doppelläufigen Gitarren und dem markanten Gesang, der an Udo Dirkschneider erinnere, liege. Im Interview mit Schöwe gab Jens Thomae an, dass die Band ein großer Fan von Gruppen wie Accept, Grave Digger und Metal Church sei. Bei einer ersten Hörprobe zu Steel Vengeance hörte Schöwe Parallelen zu Bands wie den genannten Accept sowie Judas Priest und Iron Maiden heraus. In einem weiteren Interview zwischen Schöwe und Thomae gab letzterer an, dass Accept im Verlauf der Band Karriere zu stark die Doublebass und die doppelläufigen Gitarren vernachlässigt habe und dass sich Gladiators darauf stärker konzentrieren will. In seiner Rezension zu Steel Vengeance gab Schöwe an, dass Accept so hätte nach Objection Overruled hätte klingen sollen und zog erneut einen Vergleich zu Breaker und Restless and Wild. Auch in seiner Rezension zum Folgealbum Bound to Steel zog Schöwe einen Vergleich zu diesen beiden Alben. Zudem gebe es in den Liedern „Manowar-schen Pathos oder Iron-Maiden-verdächtige[r] Gitarrenduelle[n]“.
Kai Wendel vom Rock Hard zog ebenfalls Vergleiche zu Accept. Er bezeichnete in seiner Rezension für das Magazin Gladiators als eine Band, die nicht dem damals üblichen hammerfall-artigen True Metal verkörpere, sondern als „geilen Teutonenstahl, der irgendwo zwischen alten Running-Wild-Gassenhauern und Accept- oder U.D.O.-Stampfern angesiedelt ist, der mächtig Arsch kickt und locker allen Vergleichen mit den genannten Ikonen standhält.“

## Diskografie
- 1997: First (Demo, Eigenveröffentlichung)
- 1998: Steel Vengeance (Album, Black Arrow Records)
- 1999: Bound to Steel (Album, Black Arrow Records)